# Polycera atra
Polycera atra är en snäckart som beskrevs av Frank Mace MacFarland 1905. Polycera atra ingår i släktet Polycera och familjen Polyceridae. Inga underarter finns listade i Catalogue of Life.